# 赵甸站
赵甸站（规划建设阶段曾称平东站），位于中华人民共和国江苏省南通市通州区平潮镇，是宁启铁路、通沪铁路上的火车站。
车站系原宁启铁路上新建车站，位于白蒲和南通区间；通沪铁路于本站及本站下行方向的平东线路所引出。2019年8月29日，沪通铁路施工队伍完成本站及平东线路所插铺道岔联锁换装施工，标志着通沪铁路正式接入既有宁启铁路。

## 外部連結
- 中国铁路客户服务中心 （页面存档备份，存于）